# Antyx werrikimbe
Antyx werrikimbe är en tvåvingeart som beskrevs av Daniel J. Bickel 1999. Antyx werrikimbe ingår i släktet Antyx och familjen styltflugor. Inga underarter finns listade i Catalogue of Life.